# 光致蒸發
光致蒸發表示的是高能輻射電離氣體，並將其趨散電離源的過程。常在天文物理中，用來形容炙熱恆星的紫外線、電磁輻射對於不同雲氣（像是分子雲、原行星盤或行星大氣層等）的作用。

## 分子雲

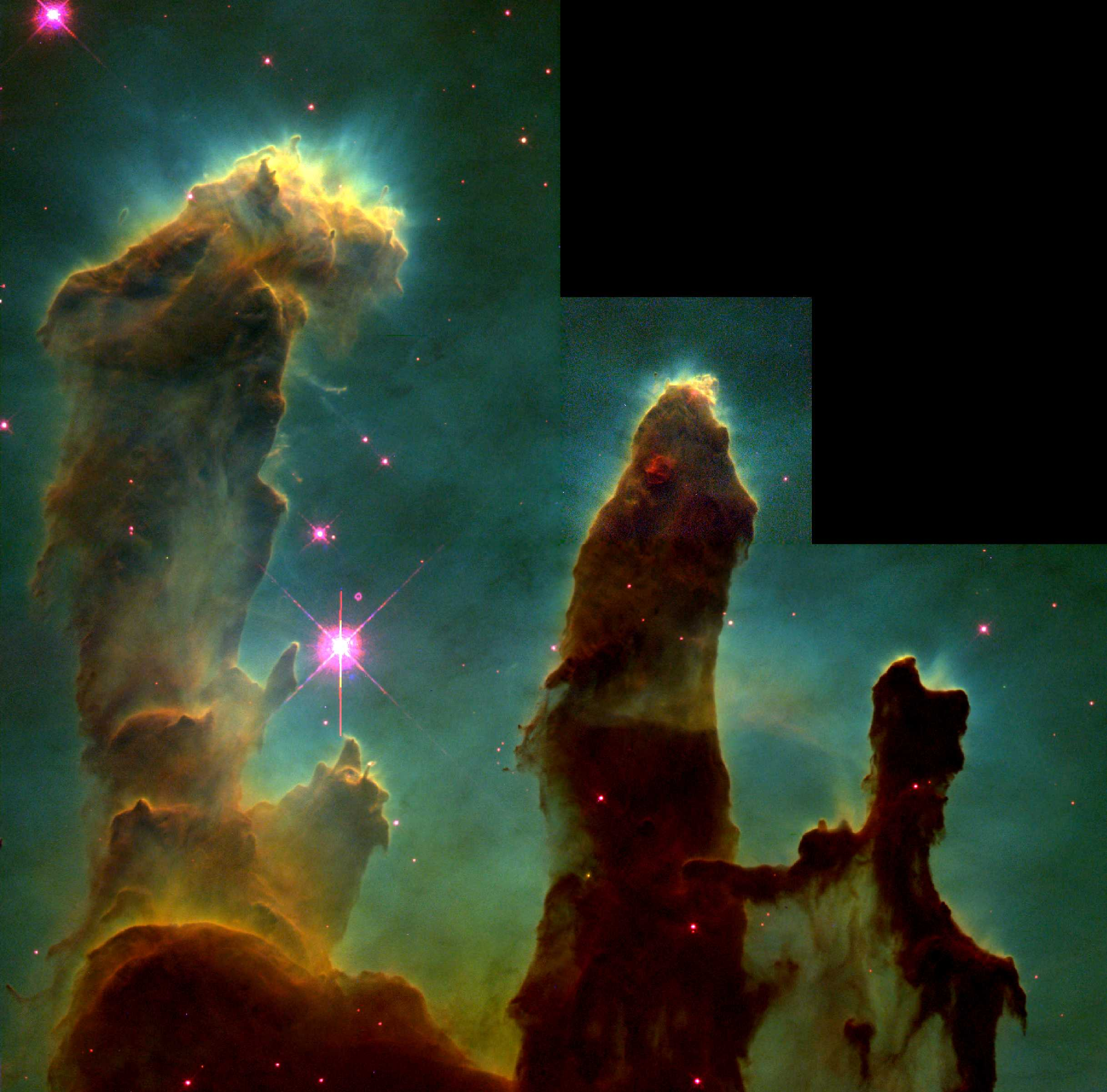
鷹星雲的柱狀體（創生之柱）正在被光致蒸發中。

在天文物理學中，光致蒸發最明顯的例子之一為，處於分子雲內的發光恆星對其結構的侵蝕。

## 行星大氣層
一顆行星的大氣層（或部分的大氣）可以因為高能量光子或其它的電磁輻射而被剝離。如果一個光子與大氣層的分子相互作用，分子會加速且溫度上升。如果提供了足夠的能量，分子或原子可能達到該行星的逃逸速度，就會「蒸發」進入太空。質量數越低的氣體，與光子相互作用得到的速度越高，因此氫是最容易出現光致蒸發的氣體。

## 原行星盤

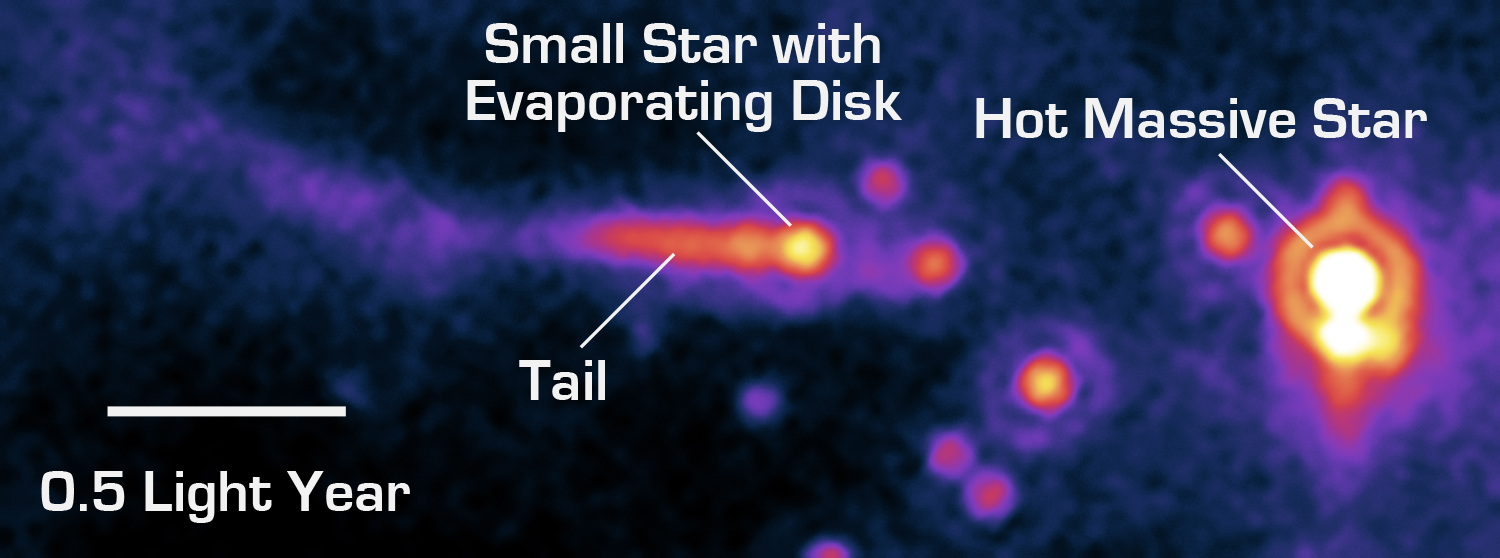
由於存在O型恆星的附近，一個原恆星盤發生光致蒸發。

原行星盤可因入射的電磁輻射加熱，而被恆星風趨散，輻射與物質作用使其朝外加速。這種效果只有在有足夠的輻射強度時才會顯著，像是來自附近的O型和B型恆星，或是在中心的原恆星核心開始核融合時。
盤面是由氣體和塵埃組成的，主成份通常是輕元素（例如氫和氦）的氣體，會受到較大的影響，從而增加塵埃和氣體的比例。
中央恆星的輻射會激發吸積盤中的粒子。輻射照度會影響盤面的穩定半徑尺度，稱為引力半徑（{\displaystyle r_{g}}）。在引力半徑之外，粒子會受到足夠的激發而擺脫行星的引力並蒸發。在106 – 107年後，{\displaystyle r_{g}}處的黏滯吸積率會低於光致蒸發率。
，縫隙將在{\displaystyle r_{g}}處產生，內盤會被吸進中心的恆星，或是蔓延過{\displaystyle r_{g}}而蒸發。內部的孔延伸至{\displaystyle r_{g}}。一旦內部的孔洞形成，外部的盤面很就會被清除。
盤面引力半徑的計算公式是：
{\displaystyle r_{g}={\frac {\left(\gamma -1\right)}{2\gamma }}{\frac {GM\mu }{k_{B}T}}\approx 1.4{\frac {\left(M/M_{\odot }\right)}{\left(T/10^{4}\ {\rm {K}}\right)}}\ {\rm {AU}},\!}
此處{\displaystyle \gamma }是比熱的比率（對單原子氣體是 5/3），{\displaystyle G}是宇宙的萬有引力常數，{\displaystyle M}是中心恆星的質量， {\displaystyle M_{\odot }}是太陽的質量，{\displaystyle \mu }是氣體的平均重量， {\displaystyle k_{B}}是波茲曼常數，
{\displaystyle T} 是氣體的溫度，還有AU是天文單位。
由於這種效應，存在於恆星形成區的大質量恆星被認為對環繞著初期恆星體周圍盤面行星的形成有很大的影響，儘管還不清楚這種效應是加速還是減速。